# Jan van Scorelstraat (Utrecht)
De Jan van Scorelstraat is een straat in de Nederlandse stad Utrecht, die loopt van de Adriaen van Ostadelaan tot de Rembrandtkade en Stadhoudersbrug waarna hij overgaat in de Stadhouderslaan.
Zijstraten van de Jan van Scorelstraat die allen deze straat kruisen zijn de Pieter Breughelstraat, Hobbemastraat, Frans Halsstraat, Hendrick de Keyserstraat en Prins Hendriklaan. De straat is vernoemd naar Jan van Scorel (1495-1562) een Noord-Nederlands schilder.
Aan de Jan van Scorelstraat/hoek Rembrandtkade bevindt zich revalidatiecentrum De Hoogstraat. alsook het voormalige Sint Antonius Ziekenhuis dat in 1984 is verbouwd tot appartementencomplex.
De Jan van Scorelstraat is de hoofdverkeersas van de Schildersbuurt en een belangrijke verbindingsroute voor het openbaar vervoer.
De buurt is gebouwd in een sobere variant van de Amsterdamse School. In het zuidelijk deel van de Jan van Scorelstraat wordt het beeld voornamelijk bepaald door aaneengesloten bebouwing met een vergelijkbare stijl maar met meer gevelsculpturen. Er staan 46 gemeentelijke monumenten in de Jan van Scorelstraat.

## Trivia
- Aan een van de gevels van een woningcomplex van de woningbouwvereniging WBV[3] in de Jan van Scorelstraat prijkt een gevelversiering uit 1923 van Hildo Krop die grote bekendheid kreeg als stadsbeeldhouwer van Amsterdam.
- Aan de Jan van Scorelstraat 27-31 bevindt zich het in Utrecht van oudsher bekende café Jan Primus.